# ألان بيرنبوم
ألان بيرنبوم (بالإنجليزية: Allan Birnbaum)‏ هو رياضياتي أمريكي، ولد في 27 مايو 1923 في سان فرانسيسكو في الولايات المتحدة، وتوفي في 1 يوليو 1976 في لندن في المملكة المتحدة.